# 1885 in Italia

## Situazione
- Il re è Umberto I (1878–1900)
- Presidente del Consiglio è  Agostino Depretis (1881–1887)

La popolazione totale del Regno nel 1885 (nei confini dell'epoca) era di 30 511 000 abitanti. L'aspettativa di vita nel 1885 era di 36.9 anni.
L'Italia soffre ancora per l’epidemia di colera del 1884. Secondo le stime ufficiali, il colera uccise 50.000 italiani tra il 1884 e il 1887.
Il corso della malattia portò a uno stato di quasi anarchia in Sicilia nel 1885 e 1886, poiché la paura dell'infezione travolse l'isola e la gente delle città e dei villaggi istituì disperatamente cordoni sanitari improvvisati in sfida alle autorità.
L'Italia fu colpita dal crollo globale dei prezzi agricoli dopo il 1880. Il prezzo del grano scese da una media di 331 lire per tonnellata nel 1878-80 a 245 lire nel 1883 e a 228 lire nel 1885, secondo i dati ufficiali. Vi fu la concorrenza del grano statunitense a basso costo e del riso asiatico, ma anche il ritorno della lira alla convertibilità in oro nel 1883 causò un ulteriore calo dei prezzi all'importazione.
- Il prestito viene erogato in Italia e non più all'estero. Lo Stato stanzia un credito di 53 milioni di lire per dieci anni a favore dei cantieri navali e della marina mercantile.

## Avvenimenti
- 15 gennaio: è promulgata la legge per il risanamento di Napoli[6][7].

- 5 febbraio: prendendo a pretesto il massacro avvenuto in Dancalia di una spedizione commerciale guidata dall'esploratore Gustavo Bianchi, un piccolo corpo di spedizione italiano (800 uomini di un battaglione di bersaglieri) al comando del colonnello Tancredi Saletta occupò il porto di Massaua, allontanandone senza alcuno scontro la locale guarnigione egiziana che all'epoca controllava il porto della città; l'azione era stata possibile anche grazie al beneplacito del primo ministro britannico William Ewart Gladstone. Nei mesi successivi l'Italia occupò tutta la fascia costiera tra Massaua e Assab, conquistò Saati e annesse Massaua al Regno. Alla fine dell'anno avrà inizio la guerra di Abissinia[8].

- 22 marzo: inizia la costruzione del Vittoriano a Roma (1885-1911)[9].

- 20 maggio: a Roma inizia la VI Conferenza sanitaria internazionale convocata dal governo italiano a seguito dell'epidemia di colera scoppiata nel paese nel 1884[10][11].

- 29 giugno: il governo Depretis VII giura davanti al Re, succedendo al governo Depretis VI[12].

- 9 novembre: fondazione del quotidiano La Voce del popolo a Sussak, sobborgo di Fiume, in Croazia[13].

## Cultura

### Musica
- esce Era de maggio, poesia di Salvatore Di Giacomo che sarà musicata da Mario Pasquale Costa[14].

### Narrativa
- sono pubblicati:

Daniele Cortis, secondo romanzo di Antonio Fogazzaro.
La conquista di Roma,  romanzo di Matilde Serao.
Un matrimonio in provincia, romanzo di Maria Antonietta Torriani, pubblicato con lo pseudonimo di Marchesa Colombi.
Ritratti umani. Campionario, romanzo di Carlo Dossi.
L'ultimo borghese, romanzo di Enrico Onufrio.
Dolci ricordi, racconto di Neri Tanfucio, pseudonimo di Renato Fucini.

### Stampa
- nasce a Bologna Il Resto del Carlino.
- a Fiume viene fondato il quotidiano La Voce del Popolo.